# Leon B. Postigo
Bacungan (Leon B. Postigo) ist eine philippinische Stadtgemeinde in der Provinz Zamboanga del Norte. Sie hat 26.221 Einwohner (Zensus 1. August 2015).

## Baranggays
Bacungan ist politisch in 18 Baranggays unterteilt.
- Bacungan (Pob.)
- Bogabongan
- Delusom
- Mangop
- Manil
- Mawal
- Midatag
- Morob
- Nasibac
- Rizon
- Santa Maria
- Sipacong
- Talinga
- Tinaplan
- Tiniguiban
- Tinuyop
- Tiogan
- Titik